# Wasantapańćami

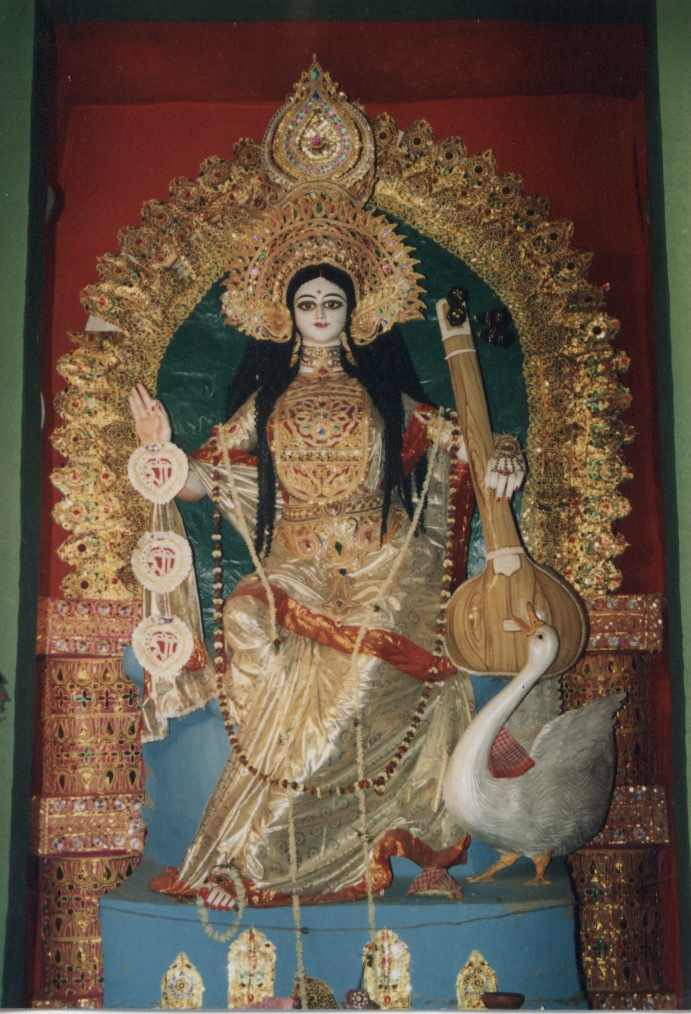
Wizerunek Saraswati podczas święta w Kalkucie

Wasantapańćami (sanskryt बसन्तपञ्चमी, trl. vasantapancamī; hindi वसंत पंचमी, trb. Wasant Panćami, ang. Vasant Panchami. Niekiedy również Basant Panchami lub Śri Pańćami – dewanagari श्रीपञ्चमी) – święto hinduskie związane z kultem Saraswati, bogini nauki, sztuki i muzyki. Obchodzone jest corocznie w piątym dniu (panchami) miesiąca magh (styczeń-luty), lub phalgun według kalendarza bengalskiego, uważanego za pierwszy dzień wiosny, stąd „Wasant” – wiosna). Dominującym kolorem jest żółty (basanti) jako kolor stroju bogini, ubioru ludzi i specjalnych słodyczy przygotowanych na tę okazję.
W Bengalu święto to nazywane jest সরস্বতী পূজ (trb. szoroszszotipudźa, „Saraswatipudźa”).